# Eleutherostylis
Eleutherostylis  es un género monotípico de fanerógamas perteneciente a la familia Malvaceae. Su única especie es: Eleutherostylis renistipulata Burret. Fue descrito por Karl Ewald Maximilian Burret  y publicado en Notizblatt des Botanischen Gartens und Museums zu Berlin-Dahlem  9: 629 - 630, en el año 1926.